# Vilonya
Vilonya là một thị trấn thuộc hạt Veszprém, Hungary. Thị trấn này có diện tích 13,5 km², dân số năm 2010 là 609 người, mật độ 45 người/km².